# Kyle Vassell
Pour les articles homonymes, voir Vassell.
Kyle Thomas Vassell, né le 7 février 1992 à Milton Keynes, est un footballeur international nord-irlandais. Il joue au poste d'attaquant au Loyal de San Diego en USL Championship.

## Biographie

### En club
Le 1er juillet 2018, il rejoint le club anglais de Rotherham United, en D2 anglaise.
Le 9 août 2021, il rejoint Cheltenham Town.

### En équipe nationale
Le 12 octobre 2018, Vassell fait ses débuts internationaux avec l'équipe d'Irlande du Nord, lors d'un match amical contre l'Autriche (défaite 1-0 à Vienne).

## Palmarès

### En club
- Rotherham United
  - Vice-champion d'Angleterre de troisième division en 2020.